# Furcifer nicosiai
Furcifer nicosiai este o specie de cameleoni din genul Furcifer, familia Chamaeleonidae, descrisă de Jesu, Mattioli și Schimmenti 1999. A fost clasificată de IUCN ca specie în pericol. Conform Catalogue of Life specia Furcifer nicosiai nu are subspecii cunoscute.